# Nephrotoma scalaris parvinotata
Nephrotoma scalaris parvinotata is een tweevleugelige uit de familie langpootmuggen (Tipulidae). De soort komt voor in het Palearctisch en Oriëntaals gebied.